# Miss Mundo 1991
Miss Mundo 1991 fue la 41.ª edición del certamen de belleza de Miss Mundo, se celebró el 28 de diciembre de 1991 en el Georgia World Congress Center, Atlanta, Georgia, Estados Unidos. La ganadora fue Ninibeth Beatriz Leal Jiménez de Venezuela. Ella fue coronada por Miss Mundo 1990, Gina Marie Tolleson de Estados Unidos.

## Resultados
Estos fueron los resultados finales.
| Resultados Finales      | Finalista |
| ----------------------- | --- |
| Miss Mundo 1991         | - Venezuela - Ninibeth Leal |
| 1.ª finalista           | - Australia - Leanne Buckle |
| 2.ª finalista           | - Sudáfrica - Diana Tilden-Davis |
| 3.ª finalista           | - Jamaica - Sandra Foster |
| 4.ª finalista           | - Namibia - Michelle McLean |
| Semifinalistas (Top 10) | - Francia - Mareva Georges - India - Ritu Singh - Nueva Zelanda - Lisa de Montalk - Turquía - Dilek Aslihan Koruyan - Estados Unidos - Charlotte Ray |

### Reinas Continentales
- África: Diana Tilden-Davis (Sudáfrica)
- América: Ninibeth Leal (Venezuela)
- Asia y Oceanía: Leanne Buckle (Australia)
- Caribe: Sandra Foster (Jamaica)
- Europa: Dilek Aslihan Koruyan (Turquía)

## Candidatas
78 candidatas de todo el mundo se presentaron en este certamen.
| País                                 | Candidata                           | Ciudad                |
| ------------------------------------ | ----------------------------------- | --------------------- |
| Alemania                             | Susanne Petry                       | Saarbrücken           |
| Antigua y Barbuda                    | Joanne Bird                         | St. John's            |
| Argentina                            | Marcela Noemi Chazarreta            | Buenos Aires          |
| Aruba                                | Sandra Croes                        | Santa Cruz            |
| Australia                            | Leanne Buckle                       | Brisbane              |
| Austria                              | Andrea Isabelle Pfeiffer            | Graz                  |
| Bahamas                              | Tarnia Paula Newton Stuart          | New Providence        |
| Bélgica                              | Anke van Dermeersch                 | Amberes               |
| Belice                               | Josephine (Josie) Gault             | Ciudad de Belice      |
| Bolivia                              | Monica Gamarra Giese                | Cochabamba            |
| Brasil                               | Catia Silene Kupssinski             | São Paulo             |
| Bulgaria                             | Liubomira Slavcheva                 | Sofia                 |
| Checoslovaquia                       | Andrea Tatarkova                    | Košice                |
| Chile                                | Carolina Beatriz Michelson Martínez | Santiago              |
| Chipre                               | Anna Margaret Stephanou             | Nicosia               |
| Colombia                             | Adriana Rodríguez Anzola            | Bogotá                |
| Corea del Sur                        | Kim Tae-hwa                         | Busan                 |
| Costa Rica                           | Eugenie Jiménez Pacheco             | Heredia               |
| Curazao                              | Nashaira Desbarida                  | Willemstad            |
| Dinamarca                            | Sharon Givskav                      | Copenhague            |
| Ecuador                              | Sueanny Denise Bejarano López       | Guayaquil             |
| El Salvador                          | Lucia Beatriz López Rodríguez       | San Salvador          |
| España                               | Candelaria (Cati) Moreno Navarro    | Tenerife              |
| Estados Unidos                       | Charlotte Ray                       | Camden                |
| Filipinas                            | Gemith Gonzalo Gemparo              | Manila                |
| Finlandia                            | Nina Autio                          | Tampere               |
| Francia                              | Mareva Georges                      | Tahití                |
| Ghana                                | Jamilla Haruna Danzuru              | Acra                  |
| Gibraltar                            | Ornella Costa                       | Gibraltar             |
| Grecia                               | Miriam Panagos                      | Atenas                |
| Groenlandia                          | Bibiane Holm                        | Godthab               |
| Guam                                 | Yvonne Marie Limtiaco Speight       | Asan                  |
| Guatemala                            | Marlyn Lorena Magaña Ramírez        | Ciudad de Guatemala   |
| Holanda                              | Linda Egging                        | Holanda Septentrional |
| Honduras                             | Arlene Rocio Rauscher Duarte        | Tegucigalpa           |
| Hungría                              | Orsolya Anna Michina                | Budapest              |
| India                                | Ritu Singh                          | Nueva Delhi           |
| Irlanda                              | Amanda Brunker                      | Dublín                |
| Islandia                             | Svava Haraldsdóttir                 | Reikiavik             |
| Islas Caimán                         | Yvette Peggy Jordison               | Gran Caimán           |
| Islas Vírgenes Británicas            | Marjorie Penn                       | Tórtola               |
| Islas Vírgenes de los Estados Unidos | Cheryl Leiba Milligan               | Saint Croix           |
| Israel                               | Li'at Ditkovsky                     | Herzliya              |
| Italia                               | Sabina Pellati                      | Reggio Emilia         |
| Jamaica                              | Sandra Foster                       | Kingston              |
| Japón                                | Junko Tsuda                         | Tokio                 |
| Kenia                                | N'kirote Karimi M'mbijjiwe          | Nairobi               |
| Letonia                              | Inese Šlesere                       | Riga                  |
| Líbano                               | Diana Begdache                      | Beirut                |
| Macao                                | Cristina Guilherme Lam              | Macao                 |
| Malasia                              | Samantha Schubert                   | Kuala Lumpur          |
| Malta                                | Romina Genuis                       | Gżira                 |
| Mauricio                             | Marie Geraldine Deville             | Distrito de Flacq     |
| México                               | María Cristina Urrutia de la Vega   | Ciudad de México      |
| Namibia                              | Michelle McLean                     | Windhoek              |
| Nueva Zelanda                        | Lisa Maree de Montalk               | Taupo                 |
| Nigeria                              | Adenike Oshinowo                    | Lagos                 |
| Noruega                              | Anne-Britt Røvik                    | Follo                 |
| Panamá                               | Malena Estela Betancourt Guillen    | Ciudad de Panamá      |
| Paraguay                             | Vivian Rosanna Benitez Brizuela     | Asunción              |
| Perú                                 | Claudia Figueroa Moy                | Lima                  |
| Polonia                              | Karina Wojciechowska                | Katowice              |
| Portugal                             | Maria do Carmo Ramalho              | Lisboa                |
| Puerto Rico                          | Johanna Berenice Irizarry           | Lajas                 |
| Reino Unido                          | Joanne Elizabeth Lewis              | Nottingham            |
| República Dominicana                 | Rosanna Rodríguez de la Vega        | Concepción de La Vega |
| Rumania                              | Gabriela Dragomirescu               | Bucarest              |
| Singapur                             | Jasheen Jayakody                    | Singapur              |
| Sudáfrica                            | Diana Tilden-Davis                  | Johannesburgo         |
| Suazilandia                          | Jackie Emelda Bennett               | Manzini               |
| Suecia                               | Cathrin Olsson                      | Kungsbacka            |
| Suiza                                | Sandra Aegerter                     | Aigle                 |
| Tailandia                            | Rewaedee Malaisee                   | Bangkok               |
| Taiwán                               | Rebecca Lin Lan-Chih                | Taipéi                |
| Trinidad y Tobago                    | Sastee Bachan                       | Puerto España         |
| Turquía                              | Dilek Aslihan Koruyan               | Estambul              |
| Uruguay                              | Andrea Regina Gorrochategui Granja  | Montevideo            |
| Venezuela                            | Ninibeth Beatriz Leal Jiménez       | Maracaibo             |
| Yugoslavia                           | Slavica Tripunović                  | Vukovar               |

## Acerca de los países participantes

### Debut
- Groenlandia compitió por primera vez.

### Regresos
- Sudáfrica compitió por última vez en 1977 después de 14 años del apartheid que rigió en ese país.
- Antigua compitió por última vez en 1986.
- Líbano y Suazilandia compitieron por última vez en 1988.
- Ecuador, Malasia y Taiwán compitieron por última vez en 1989.

### Retiros
- Islas Cook y Papua Nueva Guinea no enviaron a sus respectivas delegadas en esta edición.
- Luxemburgo no envió a su representante durante 19 años, hasta su regreso en el 2009.
- Hong Kong renovó su permiso para enviar a su representante en Miss Mundo, pero 3 meses después del certamen, o sea en marzo de 1992.
- Sri Lanka no compitió debido a un conflicto de programación.
- La Unión Soviética no compitió debido a la disolución del país comunista ocurrido en 1990, a consecuencia de esto se independizaron 15 naciones que ahora forman parte de la Comunidad de Estados Independientes (CEI).

### Abandonos
- Tara Patt de Canadá se retiró 14 días antes del certamen final debido a una enfermedad.[7][8]

## Acerca del concurso
- Se tenía previsto que el certamen de 1991 se realizaría en República Dominicana, pero debido a dificultades de programación, Miss Mundo se trasladó primeramente a Puerto Rico y finalmente a Atlanta, Estados Unidos.
- La competencia de trajes de baño se realizó en Sudáfrica.[9]

## Acerca de las participantes
- Mareva Georges representó a Francia a pesar de provenir de Tahití.
- Sastee Bachan de Trinidad y Tobago trabaja actualmente como maquilladora, y vive en Toronto, además trabaja como consultora de moda en el certamen de Miss Mundo Canadá.
- Jasheen Jayakody de Sri Lanka tiene ascendencia ceylandesa de parte de su padre, y actualmente vive en San Francisco, Estados Unidos, y está casada con un estadounidense y tienen un hijo en común.
- Dilek Aslihan Koruyan de Turquía, es ahora esposa de Demir Sabanci, un famoso empresario turco.
- Leanne Buckle (ahora Frew) de Australia, actualmente es fotógrafa y modelo, y vive con su esposo y sus tres hijos.
- Samantha Schubert de Malasia nació en Inglaterra, y reside en Malasia desde su infancia. En la actualidad, es actriz y un modelo, después de que ella estudió en la Escuela de Cine de Estrasburgo y Teatro Los Ángeles, en The Beverly Hills Playhouse de Los Ángeles y Studio Drama de Londres Lee.
- Susanne Petry de Alemania participó en Miss Intercontinental 1992 y ganó el certamen.
- Charlotte Ray de Estados Unidos participó anteriormente en los certámenes Miss Nueva Jersey 1991 y en Miss Estados Unidos 1991, en este último resultó 1.º finalista y ganó Miss Simpatía.
- La mitad de los países que clasificaron a semifinales este año no clasificaron en la versión anterior, estos son Sudáfrica (1975), India (1980), Francia (1987) y Australia (1989); y Namibia clasificó por primera vez desde su debut en (1989), de la mano de Michelle McLean, quien un año más tarde ganó el certamen de Miss Universo 1992.[10]

## Crossovers
Miss Universo
- 1989: Lucía López (El Salvador) y Sandra Foster (Jamaica), esta última accedió a semifinales.[11]
- 1991: Josephine (Josie) Gault (Belice), Mareva Georges (Francia) y Vivian Benítez (Paraguay), las 2 últimas accedieron a semifinales.[12]
- 1992: Anke van Dermeersch (Bélgica), Svava Haraldsdóttir (Islandia), Yvette Peggy Jordison (Islas Caimán), Michelle McLean (Namibia), Lisa Maree de Montalk (Nueva Zelanda) y Sandra Aegerter (Suiza); sólo Bélgica, Namibia y Nueva Zelanda accedieron al Top 10 y Namibia ganó Miss Universo 1992.[13]
- 1993: Jamilla Haruna Danzuru (Ghana), ella ganó Miss Simpatía.

Miss Internacional
- 1991: Eugenia Jiménez (Costa Rica).
- 1992: Joanne Elizabeth Lewis (Reino Unido).
- 1994: Jamilla Haruna Danzuru (Ghana); representando a Nigeria.

Miss Intercontinental
- 1992: Susanne Petry (Alemania), ganadora del certamen.